# Аспелин, Симон
Симон Улоф Карл Аспелин (швед. Simon Olof Karl Aspelin, р. 11 мая 1974 в Сальтшёбадене) — шведский теннисист; победитель одного турнира Большого шлема в парном разряде (Открытого чемпионата США-2007); серебряный призёр Олимпийского турнира 2008 года в мужском парном разряде; финалист Итогового турнира ATP (2007) в парном разряде; победитель 12 турниров ATP в парном разряде; бывшая 7-я ракетка мира в парном разряде.

## Спортивная карьера
Симона Аспелина с детства обучал теннису отец, Олоф Аспелин. В 1993-1997 годах молодой Аспелин учился в Пеппердинском университете в Малибу. В эти годы он выступал за сборную университета и четырежды включался в символическую сборную Национальной ассоциации студенческого спорта США.
С 1998 года Аспелин выступает в ранге профессионала, с самого начала сосредоточившись практически только на парных выступлениях. Он выиграл первые два турнира ITF Futures, в которых принял участие, и дошёл до финала в своём первом турнире уровня ATP Challenger (все — с американцем Крисом Тонцем. В 1999 году он выиграл свои первые «челленджеры» в Монтобане (Франция) и Киеве, а на следующий год с соотечественником Юханом Ландсбергом впервые выиграл турнир АТР-тура в Марселе. На Открытом чемпионате Франции 2000 года, впервые участвуя в соревнованиях смешанных пар, Аспелин сразу добивается наивысшего в карьере успеха в этом виде программы, дойдя до четвертьфинала. В мужском парном разряде они с Ландсбергом выиграли в паре за сезон 23 игры и завоевали право на участие в чемпионате мира по версии АТР в Бангалоре, где дошли до полуфинала. В 2001 году Аспелин был впервые приглашён в сборную Швеции для участия в Кубке Дэвиса и в четвертьфинальном матче со сборной России одержал в паре с Йонасом Бьоркманом победу над российской парой Кафельников—Ольховский.
В 2004 году тридцатилетний Аспелин добивается первого серьёзного успеха в турнирах Большого шлема, дойдя до четвертьфинала Уимблдона в паре с австралийцем Тоддом Перри. В следующем году такого же успеха они добиваются на Открытом чемпионате США. В целом за год они участвуют в финалах семи турниров и выигрывают два из них, включая первый в карьере Аспелина турнир категории ATP Gold. По итогам сезона их пара становится девятой в мире. Такое же место они занимают и в 2006 году, выиграв один турнир, ещё раз дойдя до финала и дважды сыграв в четвертьфиналах турниров Большого шлема; на Уимблдонском турнире они уступают в четвертьфинале Даниэлю Нестору и Марку Ноулзу в рекордном по продолжительности матче (пять сетов, пятый закончился со счётом 23-21). Их приглашают на Кубок Мастерс в качестве резервных участников, но на корт они так и не выходят.
Звёздными в карьере Аспелина становятся 2007 и 2008 годы. В 2007 году он с новым партнёром, Юлианом Ноуле из Австрии, выигрывает четыре турнира, и в их числе Открытый чемпионат США. Во второй раз в карьере он попадает в итоговый турнир года и на этот раз в паре с Ноуле доходит до финала, где они проигрывают Нестору и Ноулзу, которым до этого уступили и на групповом этапе. Аспелин также выходит со сборной Швеции в полуфинал Кубка Дэвиса, сам, правда, не одержав ни одной победы. После финала Кубка Мастерс Аспелин впервые входит в десятку сильнейших теннисистов парного разряда в рейтинге АТР, а в марте 2008 года занимает в рейтинге высшую в карьере седьмую строчку. В августе в паре с Томасом Йоханссоном он становится вице-чемпионом Олимпийских игр в Пекине; по пути к финалу они обыграли посеянных пятыми испанцев Альмагро и Феррера, а в финале уступили Роджеру Федереру и Станисласу Вавринке из Швейцарии.
2009 год, расставшись с Ноуле, Аспелин провёл с разными партнёрами. Лучше всего он выступал в паре с австралийцем Полом Хенли, с которым они три раза выходили в финал турниров АТР и один из них выиграли; они также в третий раз за карьеру Аспелина дошли до четвертьфинала Уимблдонского турнира. С Уэсли Муди Аспелин вышел в первый в карьере финал турнира АТР высшей категории в Мадриде.
17 июля 2011 года Симон провёл свой последний матч в профессиональном теннисе, завершив спортивную карьеру.

## Рейтинг на конец года
| Год  | Одиночный рейтинг | Парный рейтинг |
| 2011 |                   | 74             |
| 2010 |                   | 26             |
| 2009 |                   | 23             |
| 2008 |                   | 22             |
| 2007 |                   | 8              |
| 2006 |                   | 19             |
| 2005 |                   | 17             |
| 2004 |                   | 45             |
| 2003 |                   | 40             |
| 2002 |                   | 55             |
| 2001 |                   | 50             |
| 2000 |                   | 51             |
| 1999 | 630               | 111            |
| 1998 | 576               | 322            |
| 1997 | 500               | 355            |

## Выступления на турнирах

### Финалы челленджеров и фьючерсов в одиночном разряде (1)

#### Победы (1)
| Титулы             |
| Челленджеры (0+5*) |
| Фьючерсы (1+14)    |

| Титулы по покрытиям | Титулы по месту проведения матчей турнира |
| ------------------- | ----------------------------------------- |
| Хард (1+11*)        | Зал (0+3)                                 |
| Грунт (0+5)         | Зал (0+3)                                 |
| Трава (0)           | Открытый воздух (1+16)                    |
| Ковёр (0+3)         | Открытый воздух (1+16)                    |

| №  | Дата            | Турнир      | Покрытие | Соперник в финале | Счёт    |
| 3. | 14 декабря 1997 | Ирвайн, США | Хард     | Джим Томас        | 6-4 6-4 |

### Финалы турниров Большого шлема в парном разряде (1)

#### Победы (1)
| №  | Год  | Турнир                 | Покрытие | Партнёр    | Соперники в финале        | Счёт    |
| 1. | 2007 | Открытый чемпионат США | Хард     | Юлиан Ноул | Павел Визнер Лукаш Длоуги | 7-5 6-4 |

### Финалы Олимпийских турниров в парном разряде (1)

#### Поражения (1)
| №  | Дата | Турнир       | Покрытие | Партнёр        | Соперницы в финале                | Счёт               |
| 1. | 2008 | Пекин, Китай | Хард     | Томас Юханссон | Станислас Вавринка Роджер Федерер | 3-6 4-6 7-6(4) 3-6 |

### Финалы Итогового чемпионатаATPв парном разряде (1)

#### Поражения (1)
| №  | Год  | Турнир        | Покрытие | Партнёр    | Соперники в финале        | Счёт    |
| 1. | 2007 | Шанхай, Китай | Хард(i)  | Юлиан Ноул | Даниэль Нестор Марк Ноулз | 2-6 3-6 |

### Финалы турнировATPв парном разряде (33)

#### Победы (12)
| Легенда                       |
| ----------------------------- |
| Турниры Большого шлема (0+1*) |
| Финал АТР-тура (0)            |
| Олимпиада (0)                 |
| ATP Мастерс 1000 (0)          |
| АТР 500 (0+3)                 |
| АТР 250 (0+8)                 |

| Титулы по покрытиям | Титулы по месту проведения матчей турнира |
| ------------------- | ----------------------------------------- |
| Хард (0+5*)         | Зал (0+3)                                 |
| Грунт (0+5)         | Зал (0+3)                                 |
| Трава (0+1)         | Открытый воздух (0+9)                     |
| Ковёр (0+1)         | Открытый воздух (0+9)                     |

* количество побед в одиночном разряде + количество побед в парном разряде.
| №   | Дата            | Турнир                          | Покрытие | Партнёр           | Соперники в финале                  | Счёт           |
| 1.  | 13 февраля 2000 | Марсель, Франция                | Хард(i)  | Юхан Ландсберг    | Хайро Веласко Хуан-Игнасио Карраско | 7-6(2) 6-4     |
| 2.  | 24 мая 2003     | Санкт-Пёльтен, Австрия          | Грунт    | Массимо Бертолини | Ненад Зимонич Саргис Саргсян        | 6-4 6-7(8) 6-3 |
| 3.  | 13 июля 2003    | Бостад, Швеция                  | Грунт    | Массимо Бертолини | Лукас Арнольд Кер Мариано Худ       | 6-7(3) 6-0 6-4 |
| 4.  | 6 февраля 2005  | Делрей-Бич, США                 | Хард     | Тодд Перри        | Джордан Керр Джим Томас             | 6-3 6-3        |
| 5.  | 20 февраля 2005 | Мемфис, США                     | Хард(i)  | Тодд Перри        | Боб Брайан Майк Брайан              | 6-4 6-4        |
| 6.  | 29 октября 2006 | Санкт-Петербург, Россия         | Ковёр(i) | Тодд Перри        | Юрген Мельцер Юлиан Ноул            | 6-1 7-6(3)     |
| 7.  | 26 мая 2007     | Пёрчах-ам-Вёртерзе, Австрия (2) | Грунт    | Юлиан Ноул        | Леош Фридль Давид Шкох              | 7-6 5-7 [10-5] |
| 8.  | 17 июня 2007    | Халле, Германия                 | Трава    | Юлиан Ноул        | Ненад Зимонич Фабрис Санторо        | 6-4 7-6(5)     |
| 9.  | 15 июля 2007    | Бостад, Швеция (2)              | Грунт    | Юлиан Ноул        | Мартин Гарсия Себастьян Прието      | 6-2 6-4        |
| 10. | 7 сентября 2007 | Открытый чемпионат США          | Хард     | Юлиан Ноул        | Павел Визнер Лукаш Длоуги           | 7-5 6-4        |
| 11. | 26 июля 2009    | Гамбург, Германия               | Грунт    | Пол Хенли         | Марсело Мело Филип Полашек          | 6-3 6-3        |
| 12. | 27 февраля 2010 | Дубай, ОАЭ                      | Хард     | Пол Хенли         | Лукаш Длоуги Леандер Паес           | 6-2 6-3        |

#### Поражения (21)
| №   | Дата             | Турнир                     | Покрытие | Партнёр            | Соперники в финале                | Счёт               |
| 1.  | 15 июля 2001     | Бостад, Швеция             | Грунт    | Эндрю Кратцман     | Карстен Браш Йенс Книппшильд      | 6-7(3) 6-4 6-7(5)  |
| 2.  | 29 июля 2001     | Кицбюэль, Австрия          | Грунт    | Эндрю Кратцман     | Алекс Корретха Луис Лобо          | 1-6 4-6            |
| 3.  | 24 февраля 2002  | Буэнос-Айрес, Аргентина    | Грунт    | Эндрю Кратцман     | Мартин Родригес Гастон Этлис      | 6-3 3-6 [4-10]     |
| 4.  | 14 апреля 2002   | Оэйраш, Португалия         | Грунт    | Эндрю Кратцман     | Карстен Браш Андрей Ольховский    | 3-6 3-6            |
| 5.  | 14 сентября 2003 | Бухарест, Румыния          | Грунт    | Джефф Кутзе        | Карстен Браш Саргис Саргсян       | 6-7(7) 2-6         |
| 6.  | 11 июля 2004     | Бостад, Швеция (2)         | Грунт    | Тодд Перри         | Махеш Бхупати Йонас Бьоркман      | 6-4 6-7(2) 6-7(6)  |
| 7.  | 17 июля 2004     | Штутгарт, Германия         | Грунт    | Тодд Перри         | Иржи Новак Радек Штепанек         | 2-6 4-6            |
| 8.  | 9 января 2005    | Аделаида, Австралия        | Хард     | Тодд Перри         | Ксавье Малисс Оливье Рохус        | 6-7(5) 4-6         |
| 9.  | 16 января 2005   | Окленд, Новая Зеландия     | Хард     | Тодд Перри         | Ив Аллегро Михаэль Кольманн       | 4-6 6-7(4)         |
| 10. | 19 июня 2005     | Ноттингем, Великобритания  | Трава    | Тодд Перри         | Энди Рам Йонатан Эрлих            | 6-4 3-6 5-7        |
| 11. | 24 июля 2005     | Индианаполис, США          | Хард     | Тодд Перри         | Грейдон Оливер Пол Хенли          | 2-6 1-3 — отказ    |
| 12. | 9 октября 2005   | Токио, Япония              | Хард     | Тодд Перри         | Сатоси Ивабути Такао Судзуки      | 4-5(3) 4-5(13)     |
| 13. | 15 января 2006   | Окленд, Новая Зеландия (2) | Хард     | Тодд Перри         | Рогир Вассен Андрей Павел         | 3-6 7-5 [4-10]     |
| 14. | 14 января 2007   | Окленд, Новая Зеландия (3) | Хард     | Крис Хаггард       | Рогир Вассен Джефф Кутзе          | 7-6(9) 3-6 [2-10]  |
| 15. | 18 ноября 2007   | Итоговый турнир Мастерс    | Хард(i)  | Юлиан Ноул         | Даниэль Нестор Марк Ноулз         | 2-6 3-6            |
| 16. | 16 августа 2008  | Олимпиада                  | Хард     | Томас Юханссон     | Станислас Вавринка Роджер Федерер | 3-6 4-6 7-6(4) 3-6 |
| 17. | 11 апреля 2009   | Касабланка, Марокко        | Грунт    | Пол Хенли          | Лукаш Кубот Оливер Марах          | 6-7(4) 6-3 [6-10]  |
| 18. | 17 мая 2009      | Мадрид, Испания            | Грунт    | Уэсли Муди         | Ненад Зимонич Даниэль Нестор      | 4-6 4-6            |
| 19. | 25 октября 2009  | Стокгольм, Швеция          | Хард(i)  | Пол Хенли          | Бруно Соарес Кевин Ульетт         | 4-6 6-7(4)         |
| 20. | 14 февраля 2010  | Роттердам, Нидерланды      | Хард(i)  | Пол Хенли          | Ненад Зимонич Даниэль Нестор      | 4-6 6-4 [7-10]     |
| 21. | 17 июля 2011     | Бостад, Швеция (3)         | Грунт    | Андреас Сильестрём | Роберт Линдстедт Хория Текэу      | 3-6 3-6            |

### Финалы челленджеров и фьючерсов в парном разряде (34)

#### Победы (19)
| №   | Дата             | Турнир               | Покрытие | Партнёр              | Соперники в финале                 | Счёт        |
| 1.  | 23 ноября 1997   | Ирвайн, США          | Хард     | Крис Тонц            | Крис Гроер Митч Спренгелмейер      | 6-4 7-6     |
| 2.  | 30 ноября 1997   | Ирвайн, США          | Хард     | Крис Гроер           | Эрик Тайно Джим Томас              | 6-7 7-6 6-4 |
| 3.  | 14 декабря 1997  | Ирвайн, США          | Хард     | Крис Гроер           | Томаш Зиб Петр Пала                | 6-4 6-3     |
| 4.  | 17 мая 1998      | Делрей-Бич, США      | Грунт    | Крис Тонц            | Скотт Хамфрис Майкл Хилл           | 6-4 6-4     |
| 5.  | 24 мая 1998      | Виро-Бич-Саут, США   | Грунт    | Крис Тонц            | Росс Лоел Ларс Хьярранд            | 6-4 6-2     |
| 6.  | 23 августа 1998  | Умаг, Хорватия       | Грунт    | Хельге Колл-Фрафьорд | Ловро Зовко Иво Карлович           | 7-5 6-4     |
| 7.  | 29 ноября 1998   | Тусон, США           | Хард     | Дьялмар Систерманс   | Каспер Цецек Йоханнес Унтербергер  | 6-4 6-4     |
| 8.  | 31 января 1999   | Мумбаи, Индия        | Хард     | Юхан Ландсберг       | Мустафа Гхус Вишал Уппал           | 7-5 4-6 6-2 |
| 9.  | 14 марта 1999    | Сирос, Греция        | Хард     | Юхан Ландсберг       | Антони Лапорт Клод Н'Горан         | 6-7 6-2 6-3 |
| 10. | 21 марта 1999    | Сирос, Греция        | Хард     | Юхан Ландсберг       | Крис Гроер Эшли Фишер              | 7-5 6-4     |
| 11. | 28 марта 1999    | Сирос, Греция        | Хард     | Юхан Ландсберг       | Себастьян де Шоньяк Оливье Патьянс | 7-6 6-1     |
| 12. | 18 апреля 1999   | Андижан, Узбекистан  | Хард     | Юхан Ландсберг       | Вадим Куценко Дмитрий Томашевич    | 6-3 6-0     |
| 13. | 25 апреля 1999   | Наманган, Узбекистан | Хард     | Юхан Ландсберг       | Артём Дерепаско Андрей Столяров    | 6-1 7-5     |
| 14. | 16 мая 1999      | Арта, Греция         | Хард     | Ян Херманссон        | Маркус Сарстранд Маттиас Хельстрём | 6-2 6-3     |
| 15. | 4 июля 1999      | Монтобан, Франция    | Грунт    | Ота Фукарек          | Рогир Вассен Али Хамадех           | 6-3 6-4     |
| 16. | 12 сентября 1999 | Киев, Украина        | Грунт    | Юхан Ландсберг       | Габор Ковеш Томас Штренгбергер     | 6-3 4-6 6-2 |
| 17. | 26 января 2003   | Хайльбронн, Германия | Ковёр(i) | Юхан Ландсберг       | Павел Визнер Петр Пала             | 6-4 6-4     |
| 18. | 7 ноября 2004    | Ахен, Германия       | Ковёр(i) | Тодд Перри           | Петр Лукса Петр Пала               | 6-3 6-3     |
| 19. | 14 ноября 2004   | Братислава, Словакия | Ковёр(i) | Грейдон Оливер       | Ноам Окун Йонатан Эрлих            | 7-6(5) 6-3  |

#### Поражения (15)
| №   | Дата             | Турнир                             | Покрытие | Партнёр            | Соперники в финале                  | Счёт           |
| 1.  | 10 августа 1997  | Хельсинки, Финляндия               | Грунт    | Маркус Лунд        | Хенрик Андерссон Маттиас Хельстрём  | 5-7 4-6        |
| 2.  | 17 августа 1997  | Хельсинки, Финляндия               | Грунт    | Маркус Лунд        | Хенрик Андерссон Маттиас Хельстрём  | 6-1 6-7 5-7    |
| 3.  | 24 августа 1997  | Хельсинки, Финляндия               | Грунт    | Маркус Лунд        | Джей Гудинг Джозеф Сирианни         | 0-6 2-6        |
| 4.  | 2 ноября 1997    | Фресно, США                        | Хард     | Крис Тонц          | Саша Бандерманн Марк Мерри          | 7-5 4-6 4-6    |
| 5.  | 9 ноября 1997    | Фресно, США                        | Хард     | Крис Тонц          | Ненад Зимонич Рамон Слёйтер         | 4-6 7-5 6-7    |
| 6.  | 14 июня 1998     | Вайден-ин-дер-Оберпфальц, Германия | Грунт    | Крис Тонц          | Ненад Зимонич Нуну Маркиш           | 4-6 6-3 3-6    |
| 7.  | 7 декабря 1998   | Финикс, США                        | Хард     | Крис Тонтц         | Боб Брайан Майк Брайан              | Без игры       |
| 8.  | 30 мая 1999      | София, Болгария                    | Грунт    | Тобиас Хильдебранд | Томас Беренд Карстен Браш           | 3-6 4-6        |
| 9.  | 13 июня 1999     | Вайден-ин-дер-Оберпфальц, Германия | Грунт    | Юхан Ландсберг     | Эмилио Бенфеле-Альварес Душан Вемич | 7-6 2-6 4-6    |
| 10. | 28 ноября 1999   | Гвадалахара, Мексика               | Грунт    | Юхан Ландсберг     | Томас Симада Майлз Уэйкфилд         | 6-4 6-7 1-6    |
| 11. | 24 сентября 1999 | Бьелла, Италия                     | Грунт    | Фредрик Берг       | Мартин Гарсия Мариано Пуэрта        | 2-6 6-4 4-6    |
| 12. | 16 марта 2003    | Сараево, Босния и Герцеговина      | Хард(i)  | Юхан Ландсберг     | Томаш Бердых Ярослав Левинский      | 6-1 6-7(6) 4-6 |
| 13. | 18 мая 2003      | Загреб, Хорватия                   | Грунт    | Тодд Перри         | Лукас Арнольд Кер Мариано Худ       | 1-6 3-6        |
| 14. | 16 ноября 2003   | Днепропетровск, Украина            | Хард(i)  | Юхан Ландсберг     | Харел Леви Йонатан Эрлих            | 4-6 3-6        |
| 15. | 6 июня 2004      | Фюрт, Германия                     | Грунт    | Грейдон Оливер     | Адриан Гарсия Янко Типсаревич       | 4-6 4-6        |